# Codex Sangallensis 730
Il Codex Sangallensis 730 (sigla CS730) è un manoscritto conservato presso la Biblioteca dell'Abbazia di San Gallo, in Svizzera. 
Il codice contiene l'Editto di Rotari e non i successivi di Grimoaldo (662-671) e di Liutprando (712-744), presenti già nel codice di Vercelli, datato all'VIII secolo. Volendo supporre che entrambi gli editti non siano mai stati associati al CS730 si può datare il manoscritto al VII secolo, prima dell'emissione dell'editto di Grimoaldo del 668, rendendolo la più antica copia esistente del diritto di Rotari.

## Storia
Il Codex Sangallensis 730 è composto da 53 fogli, ossia 106 pagine; alcune pagine, originariamente parte di questo manoscritto, sono attualmente conservate presso la Badische Landesbibliothek di Karlsruhe (3 fogli), la Biblioteca Centrale di Zurigo (10 fogli) e l'Archivio cantonale di Zurigo (2 fogli). 

L'originale contenente l'Editto era stato, infatti, ridotto in frammenti e disperso nel 1461, quando alcuni visitatori, giunti a San Gallo dall'abbazia di Hersfeld, ordinarono un inventario e un'elencazione più rigorosa dei manoscritti lì conservati. In questa occasione, i libri erano stati firmati e, dove necessario, presumibilmente anche rilegati. Il fatto che tale operazione sia stata fatta a spese dei manoscritti più antichi, tra cui l'originale contenente l'Editto di Rotari (utilizzato per la rilegatura di altri codici), non era, ovviamente, in linea con gli scopi della visita. Che la divisione e dispersione del manoscritto risalga al 1461 è quasi indubbio poiché tutti i codici rilegati con i fogli provenienti dall'originale dell'Editto, hanno un'unica e medesima rilegatura (non quella originale), in legno rivestito di pelle bianca o gialla e con una striscia di pergamena sopra, dove il contenuto del manoscritto è annotato con le stesse parole e, addirittura, dalla stessa mano del catalogo del 1461. Quest'ultima si riscontra almeno nei Codd. 52, 111, 427 e 579 conservati a San Gallo.

Nel 1822 il monaco benedettino Ildefons von Arx, con l'aiuto del bibliotecario abbaziale di S.Gallo Johann Nepomuk Hauntinger, si occupa di recuperare i fogli dell'Editto utilizzati come rilegatura, staccando via dalle copertine dei codici 52, 111, 427, 454, 577, 579 e 854 i fogli, singoli o doppi, per poi riordinarli e rilegarli; nei codici appena citati, soprattutto nel Cod. 111, sono ancora visibili le tracce delle lettere impresse sulla copertina di legno. 

La rilegatura rimane tale fino al 1972, quando i fogli frammentari di pergamena dell'Editto di Rotari di proprietà della Biblioteca abbaziale di San Gallo furono rilegati in un nuovo volume, secondo modalità non esattamente conformi ai criteri conservativi, insieme a foto in bianco e nero dei frammenti conservati a Karlsruhe e Zurigo. Le foto sono state poi rimosse dal restauratore Martin Strebel nel 2008. Parallelamente, il manoscritto è stato recuperato con le più moderne tecniche di restauro librario, grazie all'associazione Freundeskreis della Biblioteca Abbaziale di S. Gallo, che ha coperto i costi dei lavori.

## Descrizione fisica
Le pagine del CS730 sono di pergamena disomogenea; nella loro interezza, hanno dimensione di 205 millimetri di altezza e 140 millimetri di larghezza, anche se non tutte sono a noi giunte totalmente integre.
Oltre ai fogli manoscritti, sono presenti 6 pagine sciolte bianche, 4 poste all'inizio e 2 alla fine del codice.

## Struttura
Le pagine presentano una numerazione apposta in alto nell'angolo esterno del foglio. Per i fogli 1-35 è possibile riconoscere una duplice numerazione, la prima in inchiostro nero sbiadito, poi sostituita da una seconda in inchiostro nero più scuro, a volte scrivendo i numeri sopra i precedenti, a volte affiancandoli e rendendo leggibile la precedente numerazione. 

La pagina 1 inizia con la prima legge: Si quis hominum co[ntra] animam regis cogit[averit] …–… etc.; il manoscritto, infatti, contiene l'Editto mancante però dell'elenco dei titoli e del prologo. Non si disdegna l'ipotesi che la rubrica generale dell'Editto e il prologo di Rotari siano andate perdute e che il codice fosse decorato con un'immagine del re, o qualche altra immagine più grande, data la grande abbondanza di colori con cui ciascuna delle pagine superstiti è decorata. 

Il testo finisce poi alla pagina numero 72 con la legge 377 che termina con: porcorum pigneratus vel reliquas quae similes sunt… mancando quindi dei capitoli finali. I capitoli sono numerati con l'utilizzo di numeri romani, posti all'inizio di essi. A partire dal foglio 2, una seconda mano ignota aggiunge una seconda numerazione in numeri romani accanto alle leggi e, poiché il primo copista ha spesso commesso errori nella numerazione, accorpando capitoli o dividendoli, corregge la notazione originale a partire dalla pagina 3.

## Stato di conservazione
Il testo dell'Editto del CS730 ci è giunto incompleto. Secondo la numerazione del manoscritto, i capitoli mancanti sono: 8-11, 33-37, 53-64, 80-86, 125-130, 146-147, 154-165, 168-178, 239-255, 261-275, 280-311, 317-365, 378-fine dell'Editto. 
Ciò è dovuto alla mancanza effettiva di alcuni fogli con parte delle leggi, ma anche alle condizioni materiali del manoscritto, che spesso presenta evidenti danni (mancanza di sezioni laterali o inferiori, pagine frammentate, buchi che vanno a danneggiare lo scritto ed impedire la lettura di alcune lettere, oltre a cuciture con filo verde nella totalità del codice, spesso realizzate su parte della scrittura).
Il danno più evidente però è quello creato dai reagenti impiegati sul codice dal bibliotecario, A. Henne, che con l'intenzione di restaurare il manoscritto utilizzò liquidi acidi e una pietra nera che hanno danneggiato la scrittura e ne rendono difficile lettura e comprensione. Hanne ha danneggiato soprattutto i frammenti ritrovati da Arx, cioè la maggior parte delle pagine 33-72 (in particolare la pagina 47 è quasi completamente distrutta, presentandosi coperta nella sua totalità da una macchia blu che ne impedisce la lettura).

## La scrittura
La scrittura è una onciale romana minuta, mista a capitale, senza separazione tra le parole; l'inchiostro è di colore marrone scuro. Ogni pagina contiene venti righe (tranne la pagina 9 con 21 righe, le pagine 53 e 54 con 18 righe e le pagine 63 e 64 con 19 righe).

Il copista utilizza la tecnica della rubricatura, ossia segnala l'inizio di ogni capitolo scrivendone la prima riga con inchiostro rosso. Inoltre, tutte le lettere iniziali dei capitoli sono maiuscole, molto spesso miniate con decorazioni di colore rosso, giallo e verde, talvolta rappresentanti pesci e uccelli.

È possibile riscontrare alcune particolarità nella grafia dell'amanuense. Egli utilizza costantemente haldius per aldius, attenendosi all'ortografia tedesca. Nello scambiare le vocali ‘e' e ‘i', sembra aver conservato l'usanza della pronuncia anglosassone ad esempio utilizzando fecirit e ficerit, alternandoli all'uso corretto di fecerit, o alternando la formula mercides et medeci, a quella corretta di mercedes et medici.
Si rivela però lombardo scambiando non meno costantemente le vocali ‘u' e ‘o',  ad esempio nelle parole spunsa per sponsa, o utilizzando conpunantur per conponantur.